# Prix international Booker

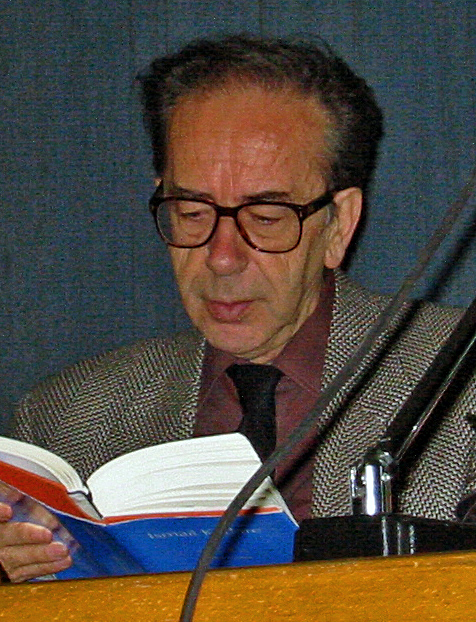
Ismail Kadare (lauréat de 2005)

Le prix international Booker (en anglais International Booker Prize) est un prix littéraire récompensant des écrivains de fiction. Il est à l'origine bisannuel, mais est attribué depuis 2016 sur une base annuelle.
Instauré en 2005 le prix pouvait à l'origine être remporté par un écrivain, peu importe sa nationalité, de son vivant pour l'ensemble de son œuvre, dans la mesure où cette œuvre était disponible en anglais, soit dans sa langue d'origine, soit en traduction. Le prix ne pouvait être remporté qu'une seule fois par la même personne et était financé par l'entreprise britannique Man Group et s'appelait alors le prix international Man-Booker (Man-Booker International Prize). 
À partir de 2015, à la suite de la disparition du prix de fiction étrangère parrainé par le quotidien The Independent, le prix devient annuel et récompense désormais une œuvre de fiction spécifique traduite en anglais à partir d'une langue étrangère. 
Le gagnant reçoit une récompense de 50 000 livres, divisée à part égale entre l'écrivain et son traducteur. Sous sa mouture originale, le lauréat pouvait également désigner un ou plusieurs traducteurs avec qui il partageait la récompense.

## Liste des lauréats
| Année | Lauréat(e)              | Nationalité  | Ouvrage                                                                  | Traducteur                                 | Langue      |
| ----- | ----------------------- | ------------ | ------------------------------------------------------------------------ | ------------------------------------------ | ----------- |
| 2005  | Ismaïl Kadaré           | Albanie      | s/o                                                                      | s/o                                        | albanais    |
| 2007  | Chinua Achebe           | Nigeria      | s/o                                                                      | s/o                                        | anglais     |
| 2009  | Alice Munro             | Canada       | s/o                                                                      | s/o                                        | anglais     |
| 2011  | Philip Roth             | États-Unis   | s/o                                                                      | s/o                                        | anglais     |
| 2013  | Lydia Davis             | États-Unis   | s/o                                                                      | s/o                                        | anglais     |
| 2015  | László Krasznahorkai    | Hongrie      | s/o                                                                      | George Szirtes (en) et Ottilie Mulzet (en) | hongrois    |
| 2016  | Han Kang                | Corée du Sud | The Vegetarian (채식주의자; La Végétarienne)                             | Deborah Smith (en)                         | coréen      |
| 2017  | David Grossman          | Israël       | A Horse Walks into a Bar (סוס אחד נכנס לבר; Un cheval entre dans un bar) | Jessica Cohen (en)                         | hébreu      |
| 2018  | Olga Tokarczuk          | Pologne      | Flights (Bieguni; Les Pérégrins)                                         | Jennifer Croft (en)                        | polonais    |
| 2019  | Jokha Alharthi          | Oman         | Celestial Bodies (سـيّـدات الـقـمـر،)                                     | Marilyn Booth                              | arabe       |
| 2020  | Marieke Lucas Rijneveld | Pays-Bas     | The Discomfort of Evening (De avond is ongemak; Qui sème le vent)        | Michele Hutchison (en)                     | néerlandais |
| 2021  | David Diop              | France       | At Night All Blood Is Black (Frère d'âme)                                | Anna Moschovakis (en)                      | français    |
| 2022  | Geetanjali Shree        | Inde         | Tomb of Sand (Ret Samadhi. Au-delà de la frontière)                      | Daisy Rockwell (en)                        | hindi       |
| 2023  | Guéorgui Gospodínov     | Bulgarie     | Time Shelter (Le Pays du passé)                                          | Angela Rodel (en)                          | bulgare     |
| 2024  | Jenny Erpenbeck         | Allemagne    | Kairos                                                                   | Michael Hofmann (en)                       | allemand    |

## Source de la traduction
- (en) Cet article est partiellement ou en totalité issu de l’article de Wikipédia en anglais intitulé « International Booker Prize » (voir la liste des auteurs).